# Funkcja uwikłana
Funkcja uwikłana – funkcja jednej lub wielu zmiennych, która nie jest przedstawiona jako jawna zależność w rodzaju {\displaystyle y=f(x),} ale jako pewne równanie pomiędzy wieloma zmiennymi przedstawione jako {\displaystyle F(x,y)=0}.

## Definicja
Niech {\displaystyle X,Y} będą przestrzeniami unormowanymi, {\displaystyle D\subseteq X\times Y} oraz {\displaystyle f\colon D\to Y} będzie ciągła. Każdą funkcję {\displaystyle \varphi \colon U\to Y,} gdzie {\displaystyle U} jest pewnym podzbiorem {\displaystyle X,} spełniającą dla każdego {\displaystyle x\in U} równanie {\displaystyle f(x,\varphi (x))=0} nazywamy funkcją uwikłaną funkcji {\displaystyle f} albo funkcją uwikłaną określoną przez równanie {\displaystyle f(x,y)=0.}
Wyznaczanie funkcji uwikłanej sprowadza się do rozwiązania równania {\displaystyle f(x,y)=0} względem {\displaystyle y.}

## Przykłady
- Ustalony punkt okręgu toczącego się bez poślizgu po prostej, zakreśla krzywą, zwaną cykloidą. W odpowiednio dobranym kartezjańskim układzie współrzędnych odcięta {\displaystyle x} tego punktu równa jest {\displaystyle x=r\cdot (t-\sin t).} Parametr {\displaystyle t} oznacza odległość, o jaką przetoczył się okrąg, a więc przy stałej prędkości toczenia można wartość {\displaystyle t} utożsamić z upływającym czasem. Każda wartość odciętej {\displaystyle x} odpowiada innej chwili {\displaystyle t.} Można więc mówić o funkcji {\displaystyle \varphi ,} która przypisuje każdej pozycji punktu {\displaystyle x} cykloidy wartość {\displaystyle t} – chwilę, w której punkt znajdował się na pozycji {\displaystyle x.} Funkcja {\displaystyle \varphi } nie daje się wyrazić w sposób jawny, tj. wzorem postaci {\displaystyle t=\varphi (x)} jest to funkcja uwikłana przez równanie {\displaystyle x=r\cdot (t-\sin t).}

- Rozpatrzmy szeregowe połączenie dwu elementów elektronicznych: opornika i diody półprzewodnikowej. Niech {\displaystyle U} oznacza napięcie elektryczne przyłożone do tego zestawu, zaś {\displaystyle I} natężenie płynącego w nim prądu. Z natury połączenia szeregowego wynika, że natężenie prądu w oporniku i diodzie jest takie samo, równe {\displaystyle I,} zaś napięcie na całym zestawie jest sumą napięć na obu elementach: {\displaystyle U=U_{d}+U_{r}.} Prawo Ohma podaje związek pomiędzy napięciem {\displaystyle U_{r}} na oporniku i płynącym przezeń prądem  {\displaystyle I,}

{\displaystyle I={\frac {U_{r}}{R}},}
gdzie {\displaystyle R} oznacza wartość rezystancji.
Związek pomiędzy napięciem {\displaystyle U_{d}} panującym na diodzie i płynącym przez diodę prądem wyraża równanie Shockleya:
{\displaystyle I=I_{S}\cdot \left(e^{\frac {U_{d}}{c}}-1\right),}
w którym {\displaystyle I_{S},c} – stałe charakterystyczne dla konkretnej diody i temperatury pracy, zaś {\displaystyle e} – podstawa logarytmu naturalnego.
Powyższe związki można rozwiązać ze względu na napięcia, otrzymując:
{\displaystyle U_{r}=I\cdot R,}
{\displaystyle U_{d}=c\cdot \ln \left({\frac {I}{I_{S}}}+1\right)}
To pozwala zapisać związek pomiędzy napięciem {\displaystyle U} przyłożonym do połączenia opornik-dioda i natężeniem płynącego prądu {\displaystyle I}
{\displaystyle U=I\cdot R+c\cdot \ln \left({\frac {I}{I_{S}}}+1\right)\quad {}} {\displaystyle (\star ).}
Natężenie prądu zależy od przyłożonego napięcia. Jednak zależność ta nie daje się wyrazić jawnym wzorem – jest to funkcja uwikłana określona przez równanie {\displaystyle (\star ).}

## Lokalna jednoznaczność funkcji uwikłanej
Zasugerowano, aby ta sekcja została przeniesiona do artykułu twierdzenie o funkcji uwikłanej. (dyskusja)
Aby uniknąć kłopotów z wieloznacznością funkcji uwikłanej, bada się jej istnienie w sensie lokalnym, tj. istnienie takiej funkcji {\displaystyle y=\varphi (x),} która jest określona w pewnym otoczeniu punktu {\displaystyle x=x_{0},} spełnia w tym otoczeniu warunek {\displaystyle f(x,\varphi (x))=0} oraz {\displaystyle \varphi (x_{0})=y_{0}.} Jest to możliwe tylko wtedy, gdy {\displaystyle x_{0}} i {\displaystyle y_{0}} są tak dobrane, że {\displaystyle f(x_{0},y_{0})=0.} Prawdziwe jest następujące twierdzenie.

### Twierdzenie o funkcji uwikłanej
Niech {\displaystyle X,Y} będą przestrzeniami Banacha. Jeżeli {\displaystyle D\subseteq X\times Y} jest zbiorem otwartym, a {\displaystyle f\colon D\to Y} funkcją klasy {\displaystyle C_{1}} i dla pewnego punktu {\displaystyle (x_{0},y_{0})\in D}
{\displaystyle f(x_{0},y_{0})=0} oraz pochodna cząstkowa {\displaystyle {\frac {\partial f}{\partial y}}(x_{0},y_{0})\in \operatorname {Isom} (Y;Y),}
to istnieją liczby {\displaystyle \delta >0} i {\displaystyle \eta >0} oraz funkcja {\displaystyle \varphi \colon k(x_{0},\delta )\to k(y_{0},\eta )} klasy {\displaystyle C_{1},} że
1. {\displaystyle k(x_{0},\delta )\times k(y_{0},\eta )\subseteq D,}
2. dla każdego punktu {\displaystyle x\in k(x_{0},\delta )} jedynym punktem {\displaystyle y\in k(y_{0},\eta )} spełniającym równanie {\displaystyle f(x,y)=0} jest punkt {\displaystyle y=\varphi (x).}

Założenie zupełności przestrzeni unormowanych jest niezbędne, gdyż dowód twierdzenia o funkcji uwikłanej opiera się o twierdzenie o lokalnym dyfeomorfizmie.

### Twierdzenie o różniczkowaniu funkcji uwikłanej
Niech {\displaystyle X,Y} będą przestrzeniami Banacha, {\displaystyle D\subseteq X\times Y} będzie zbiorem otwartym oraz {\displaystyle f\colon D\to Y} funkcją klasy {\displaystyle C_{1}} taką, że różniczka cząstkowa {\displaystyle {\frac {\partial f}{\partial y}}(x_{0},y_{0})\in \operatorname {Isom} (Y;Y)} dla każdego {\displaystyle (x,y)\in D.}
Dalej niech dana będzie funkcja ciągła {\displaystyle \psi \colon U\to Y,} gdzie {\displaystyle U} jest podzbiorem otwartym przestrzeni {\displaystyle X.} Jeżeli dla każdego {\displaystyle x\in U}
{\displaystyle (x,\psi (x))\in D} oraz {\displaystyle f(x,\psi (x))=0,}
to {\displaystyle \psi } jest funkcją klasy {\displaystyle C_{1}} i dla każdego {\displaystyle x\in U} różniczka:
{\displaystyle d\psi (x)=-\left({\frac {\partial f}{\partial y}}(x,\psi (x))\right)^{-1}\circ {\frac {\partial f}{\partial x}}(x,\psi (x)).}

### Funkcje rzeczywiste
Niech {\displaystyle D\subseteq \mathbb {R} ^{2}} będzie zbiorem otwartym. Jeżeli funkcja {\displaystyle f\colon D\to \mathbb {R} } jest klasy {\displaystyle C_{1}} i dla pewnego punktu {\displaystyle (x_{0},y_{0})\in D} spełnia warunki:
{\displaystyle f(x_{0},y_{0})=0} oraz {\displaystyle {\frac {\partial f}{\partial y}}(x_{0},y_{0})\neq 0,}
to w pewnym otoczeniu punktu {\displaystyle x_{0}} istnieje dokładnie jedna funkcja ciągła {\displaystyle y=\varphi (x),} spełniająca warunki {\displaystyle y_{0}=\varphi (x_{0})} oraz {\displaystyle f(x,\varphi (x))=0} dla {\displaystyle x} z tego otoczenia.
Ponadto jeśli w otoczeniu punktu {\displaystyle (x_{0},y_{0})} istnieje ciągła pochodna cząstkowa {\displaystyle {\frac {\partial f}{\partial x}},} to funkcja uwikłana {\displaystyle y=\varphi (x)} ma ciągłą pochodną daną wzorem
{\displaystyle {\frac {dy}{dx}}=-{\frac {\frac {\partial f}{\partial x}}{\frac {\partial f}{\partial y}}}.}

### Inne twierdzenia
Czasem przez twierdzenie o funkcji uwikłanej rozumie się następujące twierdzenie:
Niech {\displaystyle X,Y,Z} będą przestrzeniami Banacha, {\displaystyle U\subseteq X,V\subseteq Y} będą otoczeniami zera (odpowiedniej przestrzeni). Jeśli {\displaystyle \varphi \colon U\to V,\psi \colon V\to Z} są funkcjami klasy {\displaystyle C_{1}} takimi, że
1. {\displaystyle \varphi (0)=0,\psi (0)=0,}
2. {\displaystyle \psi \circ \varphi \equiv 0,}
3. {\displaystyle \operatorname {im} \;d\varphi (0)=\ker \;d\psi (0)}
4. {\displaystyle \operatorname {im} \;d\psi (0)} jest zbiorem domkniętym

wówczas istnieje takie otoczenie zera {\displaystyle W\subseteq V,} że
{\displaystyle \psi ^{-1}(0)\cap W=\varphi (U)\cap W.}